# Apple Lossless
Apple Lossless (también conocido como Apple Lossless Encoder, ALE, o Apple Lossless Audio Codec, ALAC) es un formato de audio digital comprimido sin pérdida desarrollado por Apple Computer. Apple Lossless es un códec de código abierto liberado bajo la licencia Apache 2.0.

## Historia
Apple Lossless introdujo como componente de QuickTime 6.5.1 y por lo tanto como característica de iTunes 4.5 en 2004, y ahora se puede utilizar con el iPod. ALAC no es una mejora del AAC, sino un nuevo códec que almacena los datos en el contenedor MP4 o MOV, con la extensión: .m4a o .mov respectivamente. 
El codificador y decodificador fueron liberados como software libre bajo la Apache License versión 2.0 el 27 de octubre de 2011.

### Pros
- Decodificación bastante rápida.
- Decodificación bastante eficiente en consumo de energía en dispositivos como iPod.
- Soporte de hardware (iPod, AirPort Express).
- Soporte de streaming.
- Soporte de etiquetas (QT tags).
- Excelente integración hardware-software-lossy con iTunes/iPod.
- Soporte de audio multicanal y altas resoluciones.

### Contras
- Soporte limitado de software (únicamente iTunes/QuickTime y otros pocos que usan la implementación de ingeniería inversa).
- La eficiencia de compresión no está a la par con otros códecs sin pérdida.